# Argyrotome mira
Argyrotome mira är en fjärilsart som beskrevs av Charles Oberthür 1883. Argyrotome mira ingår i släktet Argyrotome och familjen mätare. Inga underarter finns listade i Catalogue of Life.